# Melaloncha punctifrons
Melaloncha punctifrons är en tvåvingeart som beskrevs av Borgmeier 1934. Melaloncha punctifrons ingår i släktet Melaloncha och familjen puckelflugor.
Artens utbredningsområde är Bolivia. Inga underarter finns listade i Catalogue of Life.

## Bildgalleri

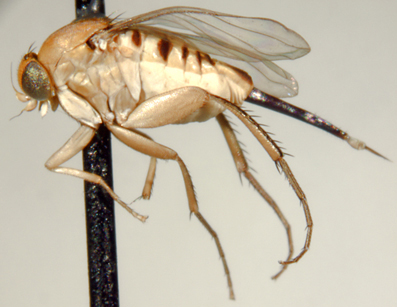